# Stefanie van der Gragt
Stefanie van der Gragt (Heerhugowaard, 16 d'agost de 1992) és una defensa de futbol internacional pels Països Baixos, amb els quals ha estat vuitfinalista al Mundial 2015 i campiona de l'Eurocopa 2017. Actualment juga a l'Ajax.

## Trajectòria
Va començar la seva carrera professional el 2009 a l'AZ Alkmaar, on va poder debutar a la lliga nacional professional més alta (Eredivisie). Després de dues temporades al club, el 2011 es va incorporar a SC Telstar VVNH on va jugar durant quatre anys. L'any 2015 fitxà pel FC Twente i després d'una temporada es va unir al Bayern Múnic de la Bundesliga. A causa de lesions, va tenir poques oportunitats de jugar a Alemanya i, el 2017, va tornar als Països Baixos, signant amb l'Ajax. El juny de 2018 s'anuncia el seu fitxatge pel FC Barcelona. El juny de 2020 torna a l'Ajax.
| Temporades    | Club              | P  | G  |
| ------------- | ----------------- | -- | -- |
| 09/10 - 10/11 | AZ Alkmaar        | 07 | 01 |
| 11/12 - 14/15 | SC Telstar        | 86 | 13 |
| 15/16         | FC Twente         | 21 | 02 |
| 16/17         | Bayern de Múnic   | 09 | 0  |
| 17/18         | Ajax Amsterdam    | 20 | 3  |
| 18/19 - 19/20 | FC Barcelona      | 21 | 3  |
| 20/21 - act.  | Ajax Amsterdam    | 0  | 0  |
|               |                   |    |    |
| 2010          | Selecció sub-19   | 05 | 03 |
| 2013 - act.   | Selecció absoluta | 35 | 05 |

## Palmarès

### Club
AZ Alkmaar
- Eredivisie: 2009–10
- Copa KNVB Femenina: 2010–11

FC Twente
- Eredivisie: 2015–16

FC Barcelona
- Lliga: 2019-20
- Copa Catalunya: 2018-19 i 2019-20
- Supercopa: 2019-20

### Nacional
Països Baixos
- Eurocopa (1): 2017
- Copa de l'Algarve: 2018